# تشهارباغ (البرز)
تشهارباغ (بالفارسية: چهارباغ) هي مدينة تقع في إيران في Chaharbagh District. يقدر عدد سكانها بـ 5,577 نسمة .